# Leiopsammodius haruspex
Leiopsammodius haruspex är en skalbaggsart som beskrevs av Adam 1980. Leiopsammodius haruspex ingår i släktet Leiopsammodius och familjen Aphodiidae. Inga underarter finns listade i Catalogue of Life.